# Delio Rossi
Delio Rossi (Rimini, 26 de novembro de 1960) é um ex-futebolista e treinador de futebol italiano que atuava como meio-campista. Atualmente está sem clube.

## Carreira
Rossi, que atuou como jogador entre 1978 e 1989, teve como clube mais expressivo o Foggia (pelo qual é torcedor declarado), onde jogou por 6 temporadas (1981 a 1987) e disputou 127 partidas, fazendo 3 gols. Ele ainda vestiu as camisas de Forlimpopoli, Cattolica, Vis Pesaro, encerrando sua carreira no Fidelis Andria aos 28 anos.
Estreou como técnico em 1990, comandando o Torremaggiore, que disputava a Promozione da Apúlia. Voltaria ao Foggia no ano seguinte, desta vez para assumir as categorias de base.
Treinou ainda Salernitana (2 passagens), Foggia (agora como técnico principal), Pescara (também 2 passagens) e Genoa, antes de seu primeiro trabalho relevante, no Lecce, treinado por ele durante 2 temporadas. Em 2004–05 substituiu Andrea Mandorlini na Atalanta.
Após passagens bem-sucedidas por Lazio (foi campeão da Coppa Italia de 2008–09) e Palermo (vice da mesma competição, em 2010–11), Rossi assumiu o comando técnico da Fiorentina em novembro de 2011, porém foi demitido após agredir o jogador sérvio Adem Ljajić.
Seus últimos clubes foram Sampdoria, Bologna e Levski Sofia (primeira equipe não-italiana que treinou), voltando ao Palermo em 2019. Embora tivesse ficado entre os primeiros colocados, a equipe da Sicília foi impedida de jogar os play-offs de acesso devido a problemas financeiros.

## Títulos
Lazio
- Coppa Italia: 2008–09

Salernitana
- Série B: 1997–98